# Мінний плуг

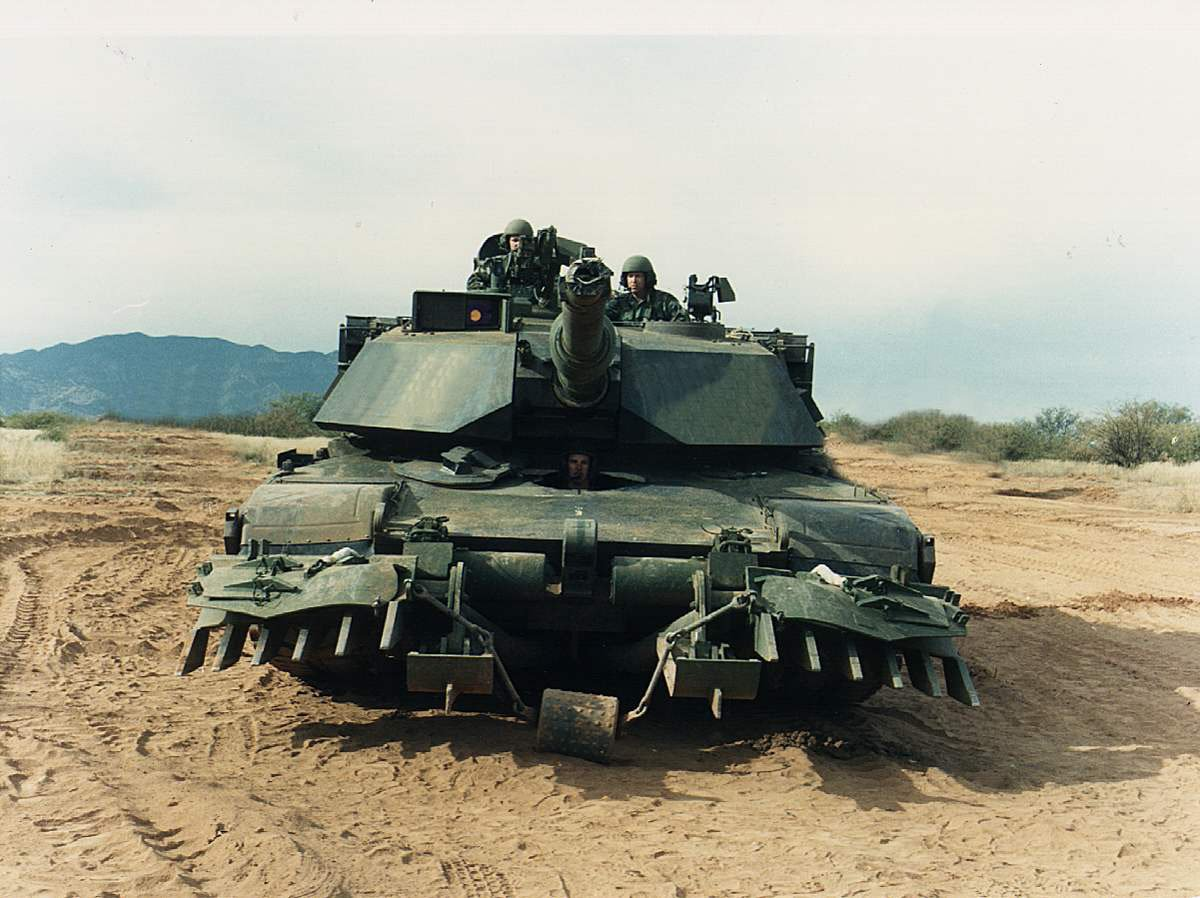
M1A1 Abrams танк оснащений мінним плугом

Мінний плуг (англ. Mine plow) — пристрій, що призначений для очищення та прокладення смуги через мінне поле, яка в свою чергу дозволяє іншим транспортним засобам безперешкодно подолати цей шлях. Мінний плуг зазвичай встановлюється на танк або броньовані інженерні машини. Цей пристрій виштовхує закопані міни за траєкторію танка та перекидає їх. Оскільки сучасні протитанкові міни покладаються на кумулятивний ефект вибуху для знищення бронетехніки, вибух перекинутих мін спрямовується в землю, а не вгору, завдаючи незначної шкоди броньованій техніці, навіть якщо така є.

## Історія
Під кінець Першої світової війни французи першими встановили плуг на свій танк Renault FT.
Британці в свою чергу почали роботу над проектуванням мінного плуга в 1937 році. Успішний концепт був представлений для танка Matilda Mk I, хоча він ніколи не використовувався.
Перше зафіксоване бойове використання плуга «Bullshorn» на танку Churchill британської 79-ї бронетанкової дивізії на плацдармі Сорд під час вторгнення союзників у Нормандію. «Bullshorn» був одним із ряду різних дизайнів мінного плуга, які були випробувані та використані британською армією.
Мінний плуг досі перебуває на озброєнні багатьох інженерних підрозділів різних країн. Британські королівські інженери використовували інженерний танк Trojan в Афганістані.